# Western Tigers FC
Western Tigers FC es un equipo de fútbol de Guyana que juega en la GFF Elite League, el torneo de fútbol más importante del país.

## Historia
Fue fundado en el año 1976 al oeste de la capital Georgetown. Han sido campeones de la GFF Superliga en una ocasión (1994/95) y también de la Liga Regional en 1 ocasión. También han sido finalistas de la Copa Mayors en 2 ocasiones, en 2004/05 y 2005/06.
A nivel internacional han participado en un torneo continental, la desaparecida Recopa de la Concacaf 1995, en la cual fueron eliminados en la segunda ronda del Caribe ante el Jong Colombia de Antillas Neerlandesas.

## Palmarés
- GFF Superliga:

1994/95
- Liga Regional de Georgetown: 1

2004
- Kashif & Shanghai Knockout Tournament: 1

2009/10
- Sweet 16 Knock-out Competition: 1

2010
- Copa Mayors: 0
  - Finalista: 2

2004/05, 2005/06

## Participación en competiciones de la Concacaf
| Temporada | Torneo                | Ronda             | Club          | Casa  | Visita | Global |
| --------- | --------------------- | ----------------- | ------------- | ----- | ------ | ------ |
| 1995      | Recopa de la Concacaf | Preliminar Caribe | FICA          | w.o.1 | w.o.1  | w.o.1  |
| 1995      | Recopa de la Concacaf | Caribe 1          | US Robert     | w.o.2 | w.o.2  | w.o.2  |
| 1995      | Recopa de la Concacaf | Caribe 2          | Jong Colombia | 1-1   | 3-5    | 4-6    |

1- FICA abandonó el torneo.

2- US Robert abandonó el torneo.

## Jugadores destacados
- Derrick Carter
- Dwayne All